# Merak Batin
Merak Batin is een bestuurslaag in het regentschap Lampung Selatan van de provincie Lampung, Indonesië. Merak Batin telt 20.740 inwoners (volkstelling 2010).